# A Prairie Home Companion

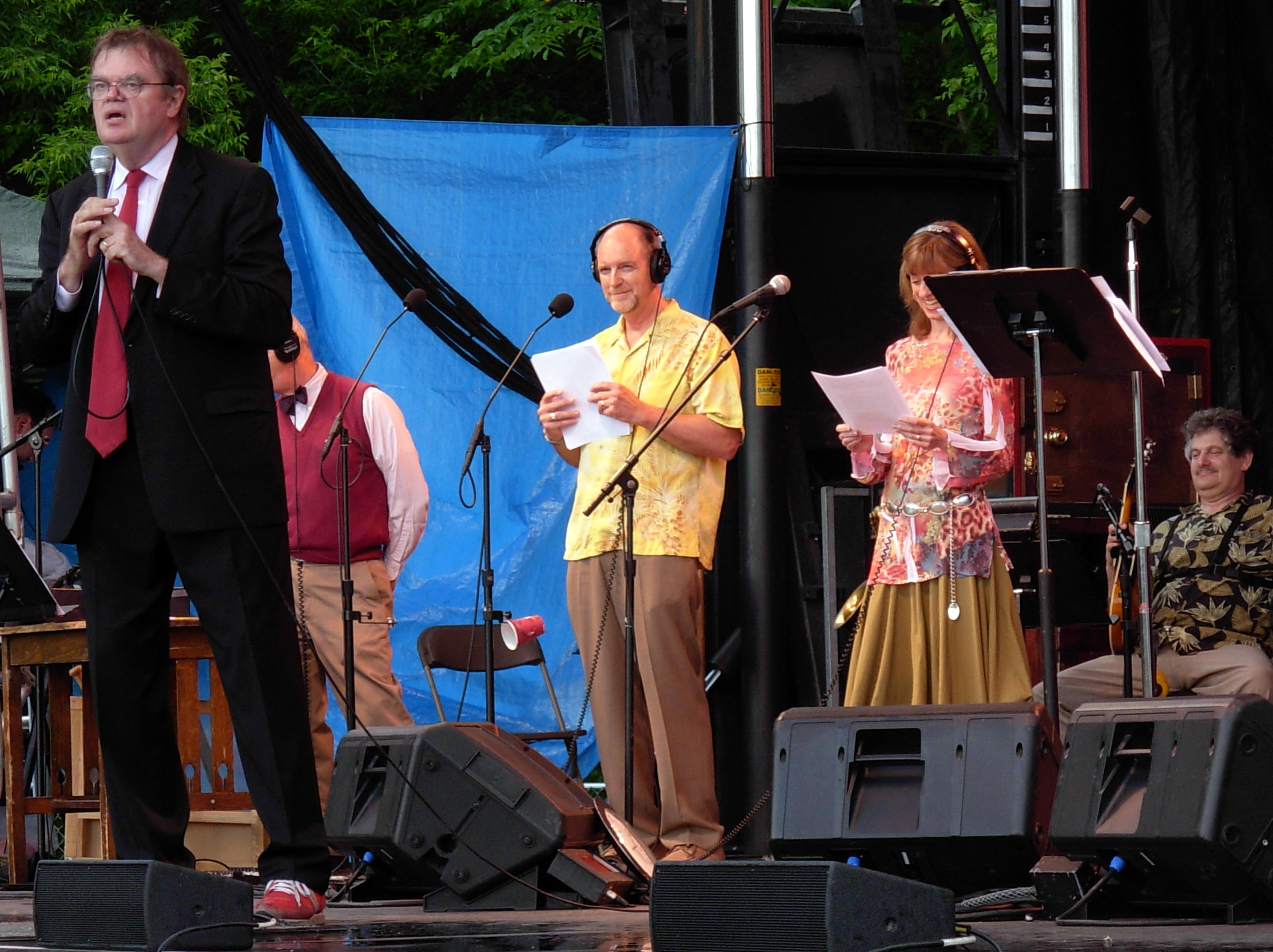
Garrison Keillor y miembros del elenco del programa de radio A Prairie Home Companion en Lanesboro, Minnesota.

A Prairie Home Companion es la última película dirigida por Robert Altman meses antes de su muerte.

## Argumento
La película se desarrolla en un programa radiofónico en el que se crean personajes singulares...
El escenario escogido es el del teatro Fitzgerald de St. Paul, Minnesota, donde se transmite la que será la última función de The Prairie Home Companion.
Altman tomó la decisión de reproducir el privilegiado momento de la interpretación artística y para ello creyó indispensable mostrar las circunstancias de sus intérpretes. 
Los números musicales - las canciones y los comerciales, sencillamente soberbios - son grabados en vivo y funcionan en perfecta simbiosis con las conversaciones y otras muchas situaciones tras bambalinas, la mitad invisible de la interpretación artística donde se forjan los lazos humanos que la hacen posible.
La cámara se mueve mucho detrás del escenario. En esta comunidad de artistas, técnicos y público, la verdadera protagonista es una comunidad que está a punto de morir porque el teatro será destruido para construir un estacionamiento.
El hecho de que la muerte ande rondando bajo la forma de una mujer hermosa nos da pistas de la forma en que el director ve a la muerte. 
Tal vez el momento cumbre de la película es cuando el dúo de Meryl Streep y Lily Tomlin le cantan a sus familiares fallecidos ante la mirada impasible del ejecutivo que viene a cerrar el teatro (Tommy Lee Jones).
Nota: extraído del comentario de Juan Pablo Vilches publicado en El Mercurio el 3 de junio de 2007.

## Reparto
| Actor            | Personaje                          |
| ---------------- | ---------------------------------- |
| Garrison Keillor | Él mismo                           |
| Kevin Kline      | Guy Noir                           |
| Meryl Streep     | Yolanda Johnson                    |
| Lily Tomlin      | Rhonda Johnson                     |
| Lindsay Lohan    | Lola Johnson                       |
| Woody Harrelson  | Dusty                              |
| John C. Reilly   | Lefty                              |
| Tommy Lee Jones  | El hombre del hacha                |
| Virginia Madsen  | La mujer peligrosa                 |
| Maya Rudolph     | Molly                              |
| Marylouise Burke | Lunchlady                          |
| L. Q. Jones      | Chuck Akers                        |
| Tim Russell      | El administrador de escenario      |
| Tom Keith        | El hombre de los efectos de sonido |
| Sue Scott        | La dama de maquillaje              |
| Robin Williams   | Él mismo                           |
| Linda Williams   | Ella misma                         |
| Jearlyn Steele   | Él mismo                           |

## Comentarios
Se rodó en el Fitzgerald Theatre, local que acoge el programa desde 1978.
El director de cine Paul Thomas Anderson actuó como ayudante de Altman, debido a que el último estaba convaleciente.